# 鞘師智也
鞘師 智也（さやし ともや、1980年5月6日 - ）は、大阪府茨木市出身の元プロ野球選手（外野手）。右投右打。現在は広島東洋カープのスカウト。
珍姓だが、先祖は姫路城の刀の鞘を作る名工だったという。女優の鞘師里保（元モーニング娘。メンバー）は兄の子で姪にあたる。

## 経歴

### プロ入り前
小学2年で野球を始める。報徳学園高等学校では2年の時に外野手に転向。第70回選抜高等学校野球大会初戦で横浜高等学校の松坂大輔から2安打を放つ。第80回全国高等学校野球選手権大会も出場したが初戦となる1回戦で敗退した。
その後東海大学に進学し、大学3年時全日本大学野球選手権大会優勝。4年秋は右肘を故障し手術している。首都大学リーグ通算39試合出場、116打数33安打、打率.284、13打点。ベストナイン1回。2002年の第1回世界大学野球選手権日本代表に東海大同期の久保裕也と共に選出され3位入賞に貢献。
2002年のドラフト会議で広島東洋カープに4巡目で指名され入団。

### プロ入り後
2006年（4年目）、9月26日の阪神タイガース戦（甲子園）で、前田智徳の代走として一軍初出場。その後回ってきた初打席では藤川球児のストレートを弾き返すも併殺打。翌27日の試合では「6番・中堅手」で先発出場し、もう少しで本塁打という左飛を打つが、この年は無安打で終えた。
2007年5月9日の中日ドラゴンズ戦（広島）で青木勇人の代打として登場、中前安打を放ち、栗原健太の満塁本塁打で生還。プロ初安打と初得点を記録した。二軍では打率.262、10盗塁と自己最高の成績を残した。
2009年5月20日のオリックス・バファローズ戦で先発出場。第2打席目に山本省吾からレフト線を抜ける打球を打ち、左翼手の大村直之が二塁に悪送球。この隙に鞘師は三塁を狙ったが、カバーに入った一塁手の岡田貴弘も三塁に悪送球し、鞘師はそのままホームインするという珍しいプレーとなった。この年二軍では8本塁打を放つなど自己最高の成績を残している。
2010年は一軍出場がなく10月3日に戦力外通告を受け、現役引退。

### 引退後
カープの近畿地区担当のスカウトに転身した。これまでに担当した主な選手は岡田明丈・石原貴規のほか、高校の後輩でもある小園海斗がいる。
広島スカウト陣の大先輩である苑田聡彦は鞘師について、「関西出身らしく明るい性格で、よく喋る。この様な人物は人脈作りと、選手情報の入手に有利。」とスカウトとしての資質を評価している。

## 選手としての特徴
俊足巧打の外野手。

## 詳細情報

### 年度別打撃成績
| 年 度     | 球 団     | 試 合 | 打 席 | 打 数 | 得 点 | 安 打 | 二 塁 打 | 三 塁 打 | 本 塁 打 | 塁 打 | 打 点 | 盗 塁 | 盗 塁 死 | 犠 打 | 犠 飛 | 四 球 | 敬 遠 | 死 球 | 三 振 | 併 殺 打 | 打 率 | 出 塁 率 | 長 打 率 | O P S |
| --------- | --------- | ----- | ----- | ----- | ----- | ----- | -------- | -------- | -------- | ----- | ----- | ----- | -------- | ----- | ----- | ----- | ----- | ----- | ----- | -------- | ----- | -------- | -------- | ----- |
| 2006      | 広島      | 5     | 8     | 8     | 0     | 0     | 0        | 0        | 0        | 0     | 0     | 0     | 0        | 0     | 0     | 0     | 0     | 0     | 3     | 1        | .000  | .000     | .000     | .000  |
| 2007      | 広島      | 15    | 17    | 14    | 5     | 3     | 0        | 0        | 0        | 3     | 1     | 0     | 0        | 1     | 0     | 2     | 0     | 0     | 6     | 0        | .214  | .313     | .214     | .527  |
| 2009      | 広島      | 2     | 5     | 5     | 2     | 2     | 2        | 0        | 0        | 4     | 0     | 0     | 0        | 0     | 0     | 0     | 0     | 0     | 1     | 0        | .400  | .400     | .800     | 1.200 |
| 通算：3年 | 通算：3年 | 22    | 30    | 27    | 7     | 5     | 2        | 0        | 0        | 7     | 1     | 0     | 0        | 1     | 0     | 2     | 0     | 0     | 10    | 1        | .185  | .241     | .259     | .501  |

### 年度別守備成績
| 年 度 | 球 団 | 外野  | 外野  | 外野  | 外野  | 外野  | 外野     |
| 年 度 | 球 団 | 試 合 | 刺 殺 | 補 殺 | 失 策 | 併 殺 | 守 備 率 |
| ----- | ----- | ----- | ----- | ----- | ----- | ----- | -------- |
| 2006  | 広島  | 3     | 2     | 0     | 0     | 0     | 1.000    |
| 2007  | 広島  | 7     | 7     | 0     | 0     | 0     | 1.000    |
| 2009  | 広島  | 2     | 2     | 0     | 1     | 0     | .667     |
| 通算  | 通算  | 12    | 11    | 0     | 1     | 0     | .917     |

### 記録
- 初出場：2006年9月26日、対阪神タイガース19回戦（阪神甲子園球場）、7回表に前田智徳の代走で出場
- 初打席：同上、9回表に藤川球児から遊撃ゴロ併殺打
- 初先発出場：2006年9月27日、対阪神タイガース20回戦（阪神甲子園球場）、「6番・中堅手」で先発出場
- 初安打：2007年5月9日、対中日ドラゴンズ7回戦（広島市民球場）、7回裏に青木勇人の代打で出場、サンティアゴ・ラミレスから中前安打
- 初打点：2007年5月17日、対阪神タイガース10回戦（米子市民球場）、8回裏に橋本健太郎から遊撃適時内野安打

### 背番号
- 33（2003年 - 2010年）